# Schulausgangsschrift
Die Schulausgangsschrift (seit 1991 „SAS“) ist eine verbundene Schreibschrift. Sie wurde 1968 vom Ministerium für Volksbildung der DDR im Rahmen eines neuen Lehrplanwerks als Erstschrift für alle Schulanfänger der zehnklassigen allgemeinbildenden polytechnischen Oberschule verbindlich eingeführt.
Die vereinfachte Vorlage für das Schreibenlernen löste die Ausgangsschrift der DDR von 1958 ab. Anlass für die Veränderung waren sowohl didaktische Erfordernisse als auch ästhetische Gründe. Seit 1961 hatten Elisabeth Kaestner und Renate Tost mit der Entwicklung und Erprobung verschiedener Alphabetvarianten in Schulversuchen entsprechende Voraussetzungen für diese Maßnahme geschaffen.
In den Ländern Berlin, Hamburg, Sachsen, Sachsen-Anhalt und dem Saarland ist die SAS die verbindliche Erstschreibschrift. In Bayern, Brandenburg, Mecklenburg-Vorpommern und Thüringen kann zwischen der SAS und der Vereinfachten Ausgangsschrift (VA) gewählt werden.

## Vorgeschichte

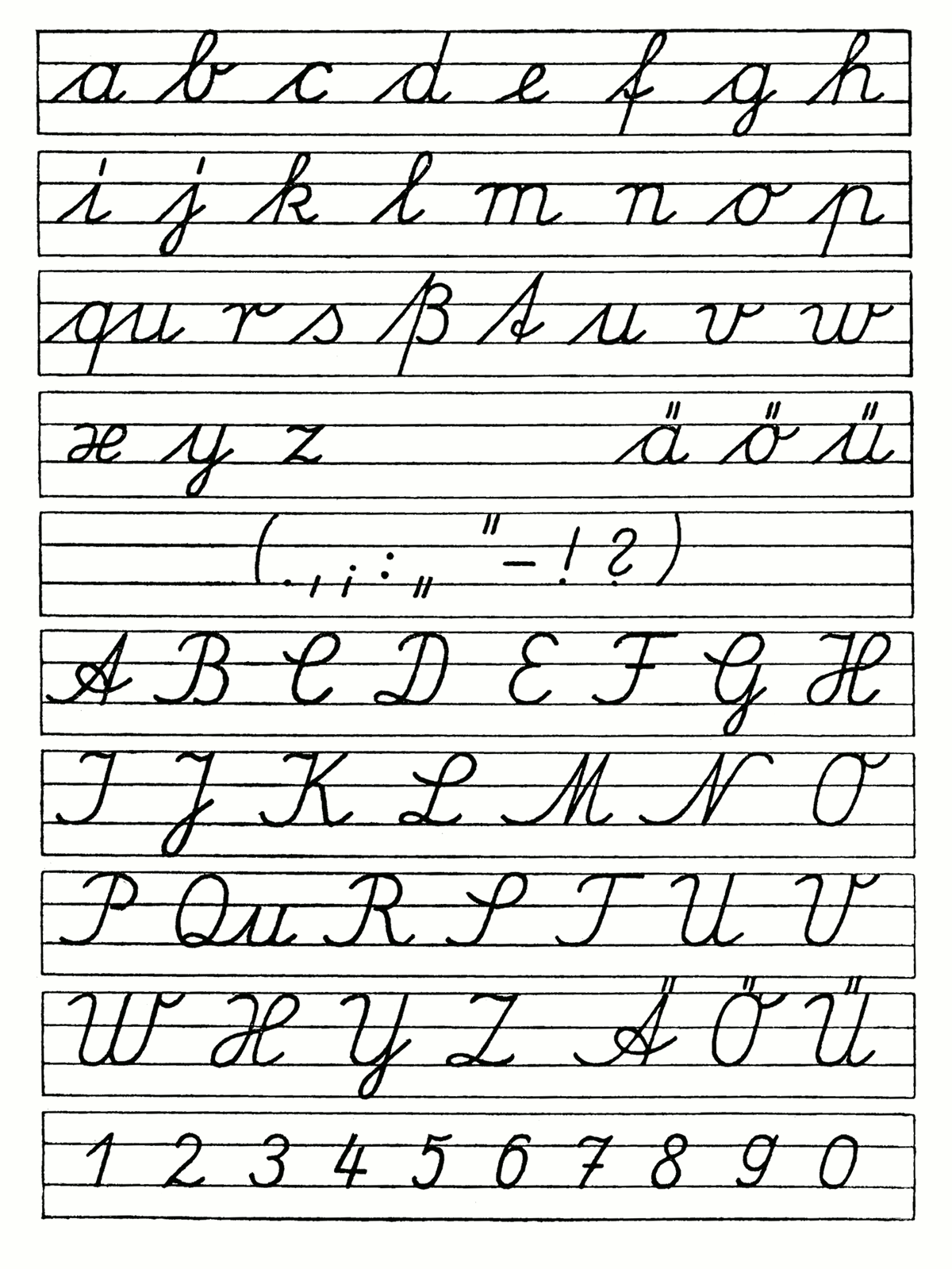
Schreibschrift-Vorlage der DDR von 1958

Den Anstoß für Veränderungen der Ausgangsschrift gab Albert Kapr (Hochschule für Grafik und Buchkunst Leipzig). Er hatte 1957 Bekanntschaft mit Vertretern der Society for Italic Handwriting gemacht. Unter seinem Einfluss entwickelte Renate Tost 1960 zunächst ein altersunabhängiges Schönschreibheft. Zugleich bewertete sie die Schreibschrift-Vorlage von 1958 kritisch und intervenierte mit Unterstützung von Albert Kapr beim Ministerium für Volksbildung mit dem Ziel, eine Vereinfachung der Schreibvorlage herbeizuführen.
Zeitgleich zu den Bemühungen der Hochschule für Grafik und Buchkunst untersuchte die in der DDR führende Schreibdidaktikerin, Elisabeth Kaestner, tätig am Institut für Lehrerbildung „Edwin Hoernle“ in Radebeul (Ausbildungsstätte für Lehrer der Klassen 1 bis 4), die Geläufigkeitsentwicklung beim Schreibenlernen. Beide Projekte wurden ab 1961 durch Forschungsaufträge zusammengeführt. Die Zusammenarbeit von Pädagogin und Schriftgrafikerin war von einer engen fachlichen und fachdidaktischen Durchdringung des Gegenstandes geprägt. Mehrere Alphabetvarianten wurden entwickelt und erprobt.

## Entwicklung der Schulausgangsschrift 1968

### Großbuchstaben
Die Großbuchstaben (Majuskel) in der alten Schreibschrift-Vorlage (Ausgangsschrift der DDR seit 1958 verbindlich) waren mit Schwüngen und Schleifen (Relikte der englischen Schreibschrift aus dem 18./19. Jahrhundert) versehen. Sie erschwerten nicht nur die motorische Aneignung der Figuren, sondern behinderten eine annähernd formgerechte Automatisierung der Schreibbewegungen im fortschreitenden Lernprozess. Darüber hinaus schränkten sie durch ihre detaillierten Formen die Möglichkeiten für eine ästhetisch akzeptable Individualisierung ein.
In der Schulausgangsschrift 1968 wurden die Großbuchstaben im Wesentlichen auf ihre unterscheidenden Merkmale reduziert. In einigen Fällen wurden Zugeständnisse an eine einzügige Bewegungsausführung gemacht.

### Kleinbuchstaben
Die Kleinbuchstaben (Minuskel) der alten Schriftvorlage waren in ihrer Grundstruktur darauf abgestimmt, dass die Kinder zunächst „drucken“ sollten, d. h. die Buchstaben der Fibelschrift (in der DDR die Gill Sans) nachmalten. Diese Elemente wurden in die Vorlage für die nachfolgende Schreibschrift übernommen.
Die statisch aufgebauten Minuskeln der alten Schriftvorlage hatten breite Bogen und lange Deckstriche. Damit wurden Bewegungsmuster eingeübt, die der Entwicklung einer rhythmischen und damit ergonomischen Schreibbewegung entgegenstanden. Das führte im Verlauf der Automatisierung und Individualisierung der Bewegungen häufig zu Verformungen, die sich in ihrem infantilen Charakter teilweise bis in Erwachsenenschriften erhielten.
Die Anlage der Schulversuche war von Anfang an darauf ausgerichtet, beim Schreibenlernen sofort mit der verbundenen Schreibschrift beginnen zu können.
In der Schulausgangsschrift 1968 wurden die Kleinbuchstaben dynamischer gestaltet. Die Bewegungsumkehr in den Bogen (a) wurde verjüngt, die Deckstriche (b) verkürzt. Dadurch konnte dem Auf-ab-auf-Rhythmus in der flüssigen Bewegungsausführung besser Rechnung getragen werden.

### Buchstabenverbindungen

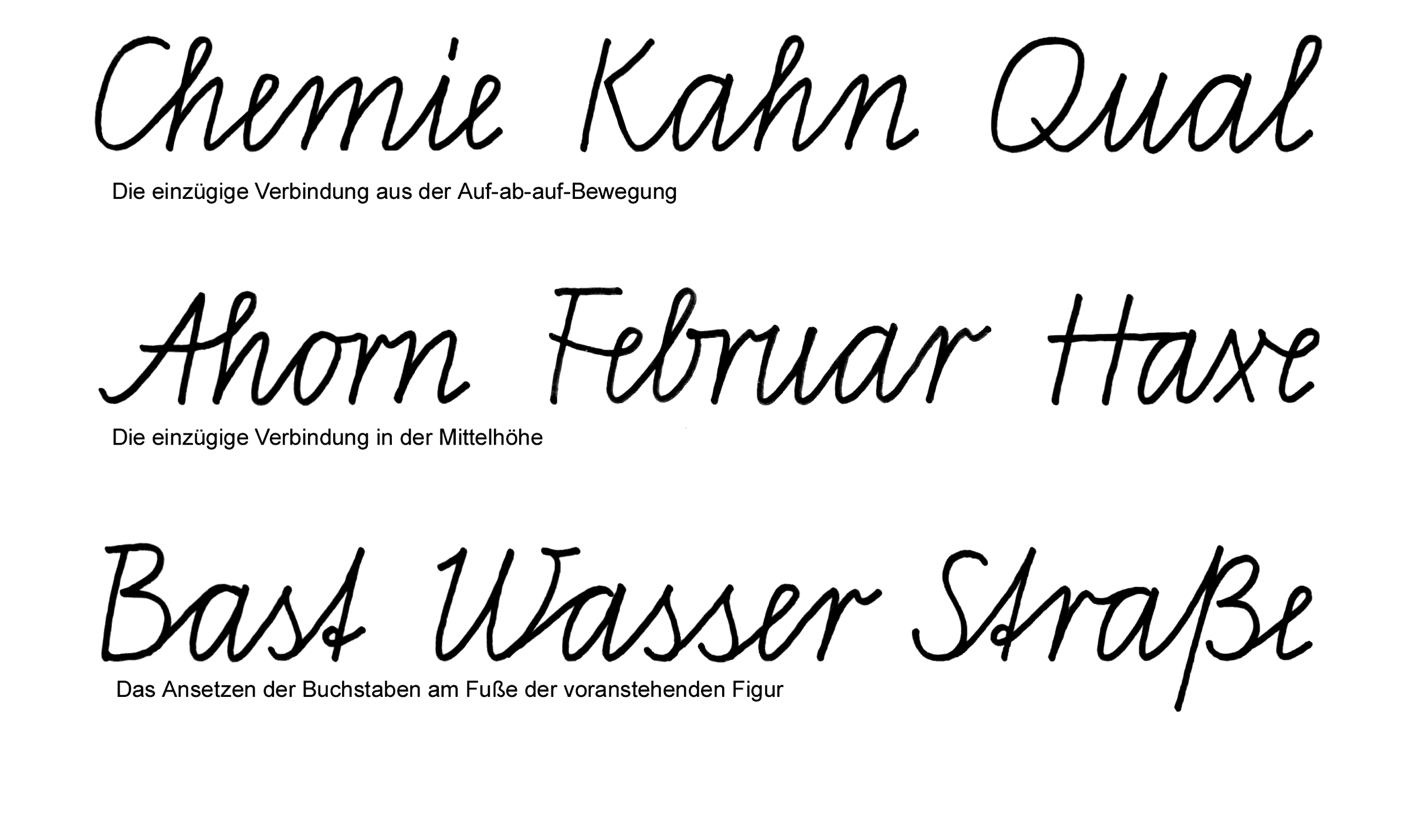
Buchstabenverbindungen bzw. -anschlüsse zwischen den Buchstaben

Die Verbindungsmöglichkeiten von Buchstaben (Außenligatur) wurden nicht verändert, sondern lediglich gestrafft. Das betraf insbesondere den Formenabschluss bei den Figuren b, o, v, w und x. Bei den vereinfachten Großbuchstaben A, F und H wurde die Verbindung von der Mittelhöhe aus vollzogen.

### Begleitende didaktische Hilfen
Im Zusammenhang mit der Entwicklung der Schulausgangsschrift wurde ein differenziertes und umfassendes Konzept der Vermittlung der verbundenen Schreibschrift ohne den Umweg über das sogenannte Drucken erarbeitet. Erstmals wurde ein systematischer Schreiblehrgang für Schüler mit drei Übungsheften für die Klassen 1 bis 2, Unterrichtshilfen für die Lehrer und eine Handreichung entwickelt.

### Varianten der Schulausgangsschrift

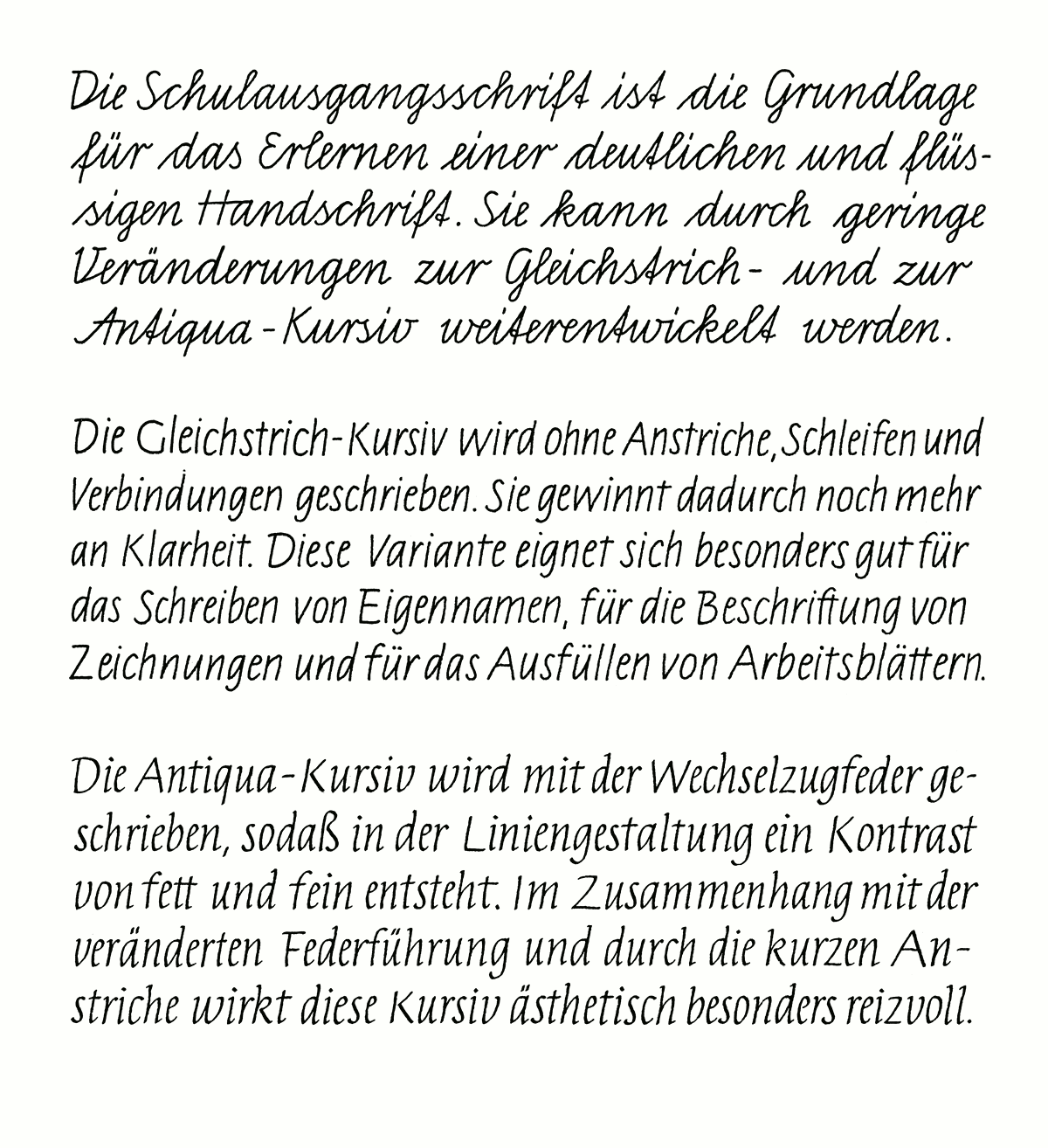
Schulausgangsschrift und ihre Varianten: Gleichstrich-Kursiv und Antiqua-Kursiv (Schulschrift-Kursiv)

Nach der Umsetzung der wesentlichsten Veränderungen in der Schreibvorlage von 1968 engagierten sich die Autorinnen für eine systematisch und kontinuierlich angelegte Schreiberziehung in der Schule. 1969 wurde die Gleichstrich-Kursiv, eine Form der Weiterentwicklung der Schulausgangsschrift, als „Beschriftungsform“ in den Lehrplan Schreibunterricht Klasse 2 aufgenommen.
Die Weiterführung der Schulausgangsschrift zur Antiqua-Kursiv als Schulschrift-Kursiv im Kunstunterricht Klasse 4 und 5 erfolgte 1972/73. Da die Kursiv-Schrift in dem Fach Kunsterziehung keine Tradition hatte und die materialtechnischen Bedingungen (ungünstige Federhalter, Breitfedern und Tusche) einem Übungserfolg von vornherein im Wege standen, wurde sie 1987 aus dem Lehrplan entfernt.

## Die Schulausgangsschrift nach 1989
Nach der Wiedervereinigung stand die Schulausgangsschrift, nun als SAS, neben den beiden Schreibschriften der alten Bundesländer, der LA (Lateinische Ausgangsschrift) und der VA (Vereinfachte Ausgangsschrift) für den Schreibunterricht in den deutschen Schulen zur Disposition. 1996 befand der Arbeitskreis Grundschule in seinen Empfehlungen zur Neugestaltung der Primarstufe „Die Zukunft beginnt in der Grundschule“ über die SAS: „Sie steht in der Tradition der europäischen Schriftkultur (,Humanistische Kursive‘) und genießt – im Gegensatz zur Vereinfachten Ausgangsschrift – auch die Anerkennung der Internationalen Typografischen Vereinigung.“ 2014 wurde die Schulausgangsschrift in Bayern zugelassen.